# Quintus Ennius
Quintus Ennius (239 př. n. l. Rudiae v Salento – 169 př. n. l. Řím) byl římský epický a tragický básník, jenž je považován za otce římské literatury.
Ennius byl velmi vzdělaný, hovořil latinsky, řecky a oskicky. Po vstupu do římské armády dosáhl hodnosti centuriona. Během svého pobytu na Sardinii v roce 204 př. n. l. se seznámil s M. Porciem Catonem a stal se jeho učitelem řecké literatury. Vztah obou byl však vzájemný a Cato jej vzal do Říma, kde se Ennius trvale usadil na Aventinu. K okruhu Enniových přátel patřili též Scipio Africanus, Marcus Fulvius Nobilior, Marcus Pacuvius a Statius Caecilius. S Fulviem se Ennius účastnil tažení do Aitolie a jeho syn Quintus mu roku 184 př. n. l. také zajistil římské občanství. Tradičně je líčen jako družný člověk milující víno a žijící v chudobě a pilné práci. Zemřel ve vysokém věku na pakostnici.
Hlavním Enniovým dílem je historický epos Annales (Anály, zachováno 550 veršů), v němž se snažil vylíčit římské dějiny od počátků až do současnosti. Tímto eposem Ennius navazoval na Homéra a opírá se v něm i o nepříliš dlouhou tradici římskou, reprezentovanou především Liviem Andronikem a Cn. Naeviem. Jako první římský literát užívá hexametru a upouští od saturnského verše. Epos Annales zůstává nejvýznamnějším římským eposem až do vydání Vergiliovy Aeneis. Původní epos měl podle jiných autorů 18 knih, tj. zhruba 30 tisíc veršů.
Kromě poezie epické se Ennius věnoval také lyrice; do římské literatury zavádí epigram a spolu s ním také elegické distichon. Sbírky Saturae (Směska, 31 zachovaných veršů), Sota (rozmarná naučení) a Hedyphagetica (O lahůdkách, gastronomická báseň) jsou veselého a parodického rázu, ačkoli v Enniově tvorbě převažuje didaktický záměr, zvláště v dílech Praecepta (Návody), Epicharmus (etické a filosofické výklady), který u něj vyzdvihují pozdější spisovatelé.
Z více než 20 divadelních her, převážně tragédií, se zachovalo pouhých 400 veršů. Hlavní náměty her pocházely z trójských mýtů, přepracovával velmi volně především tragédie Euripidovy.